# WCT World Doubles
WCT World Doubles, také Masters Doubles WCT , česky WCT finále ve čtyřhře, byl profesionální tenisový turnaj ve čtyřhře mužů hraný jako finálová událost okruhu World Championship Tennis, patřící k jeho nebodovaným turnajům. Každoročně se konal se mezi lety 1973–1986 na krytých dvorcích kobercového krytu. Účastnilo se jej osm dvojic. Uplatňován byl vyřazovací herní formát pavouka.
Dějištěm se postupně stalo několik měst. Premiérové dva ročníky v květnovém termínu proběhly v Montréalu. Po krátké zastávce v Ciudad de México se třikrát odehrál v missourském Kansas City. Od roku 1979 byl až do konce hrán během ledna na britských ostrovech v Londýně, s jedinou výjimkou, když ročník 1983 proběhl v Birminghamu.
Nejúspěšnějším párem se stala švýcarsko-maďarská dvojice Heinz Günthardt a Balázs Taróczy, která triumfovala třikrát v letech 1982, 1983 a 1986. Další čtvrté finále prohrála v roce 1985.
V období 1971–1989 probíhal na stejném okruhu také finálový turnaj dvouhry WCT Finals, konaný až na výjimky v Dallasu.

## Přehled finále
| Dějiště          | rok  | vítězové                       | finalisté                          | výsledek                          |
| ---------------- | ---- | ------------------------------ | ---------------------------------- | --------------------------------- |
| Montréal         | 1973 | Robert Lutz Stan Smith         | Tom Okker Marty Riessen            | 6–2, 7–6(7–1), 6–0                |
| Montréal         | 1974 | Bob Hewitt Frew McMillan       | Owen Davidson John Newcombe        | 6–2, 6–7(6–8), 6–1, 6–2           |
| Ciudad de México | 1975 | Brian Gottfried Raúl Ramírez   | Mark Cox Cliff Drysdale            | 7–6(8–6), 6–7(5–7), 6–2, 7–6(8–6) |
| Kansas City      | 1976 | Wojciech Fibak Karl Meiler     | Robert Lutz Stan Smith             | 6–2, 2–6, 3–6, 6–3, 6–4           |
| Kansas City      | 1977 | Vijay Amritraj Dick Stockton   | Vitas Gerulaitis Adriano Panatta   | 7–6, 7–6, 4–6, 6–3                |
| Kansas City      | 1978 | Wojciech Fibak Tom Okker       | Robert Lutz Stan Smith             | 6–7, 6–4, 6–0, 6–3                |
| Londýn           | 1979 | Peter Fleming John McEnroe     | Ilie Năstase Sherwood Stewart      | 3–6, 6–2, 6–3, 6–1                |
| Londýn           | 1980 | Brian Gottfried Raúl Ramírez   | Wojciech Fibak Tom Okker           | 3–6, 6–4, 6–4, 3–6, 6–3           |
| Londýn           | 1981 | Peter McNamara Paul McNamee    | Victor Amaya Hank Pfister          | 6–3, 2–6, 3–6, 6–3, 6–2           |
| Londýn           | 1982 | Heinz Günthardt Balázs Taróczy | Kevin Curren Steve Denton          | 6–7, 6–3, 7–5, 6–4                |
| Birmingham       | 1983 | Heinz Günthardt Balázs Taróczy | Brian Gottfried Raúl Ramírez       | 6–3, 7–5, 7–6                     |
| Londýn           | 1984 | Pavel Složil Tomáš Šmíd        | Anders Järryd Hans Simonsson       | 1–6, 6–3, 3–6, 6–4, 6–3           |
| Londýn           | 1985 | Ken Flach Robert Seguso        | Heinz Günthardt Balázs Taróczy     | 6–3, 3–6, 6–3, 6–0                |
| Londýn           | 1986 | Heinz Günthardt Balázs Taróczy | Paul Annacone Christo van Rensburg | 6–4, 1–6, 7–6(7–2), 6–7(6–8), 6–4 |